# Woking Football Club
Woking Football Club é um clube de futebol inglês sediado em Woking, Surrey. O clube foi fundado em 1889.
O clube atualmente (2022) disputa a Conferência Nacional e a FA Cup.

## Estádio

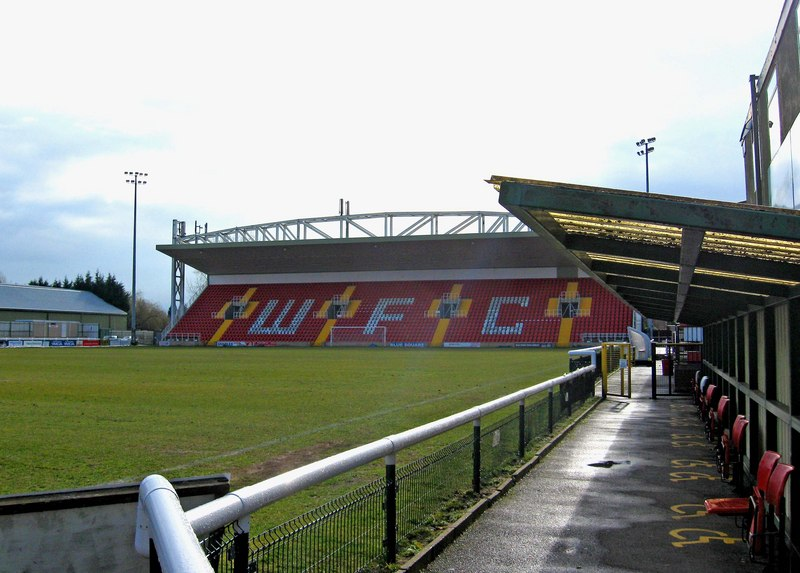
Kingfield Stadium,Capacidade para 6036 pessoas.

O estádio atual do Woking é o Kingfield Stadium, com uma capacidade de cerca de seis mil espetadores.

## Títulos

### Liga
- National League South: 1

2011–12
- Isthmian League: 1

1991–92

### Copa
- FA Trophy: 3

1994, 1995, 1997
- FA Amateur Cup: 1

1958
- Conference League Cup: 1

2005
- Isthmian League Cup: 1

1991